# Vari
Pour les articles homonymes, voir Vari (homonymie).
Varecia
Genre
Les Varis forment un genre (Varecia) de primates lemuriformes au sein de la famille des lémuridés. Comme tous les lémuriens, ils sont endémiques de l'île de Madagascar.

## Dénomination et étymologie
On rencontre également les termes lémurs variés, makis variés ou Lémurs à crinière[réf. souhaitée].
« Vari » est le nom donné par Buffon au lémur macaco.

## Description
Leur taille atteint 60 cm, plus une longue queue noire de même dimension, et leur poids varie de 4 à 6 kg. Ils sont frugivores et mangent également certains feuillages et fleurs. Les varecia vivent généralement en petits groupes de 2 à 4 individus. Ils ont la particularité de dormir dans des « nids », contrairement aux autres lémuriens.
Leur longévité atteint 15 ans dans la nature et jusqu'à 20 ans en captivité. Après une période de gestation de 135 à 145 jours, la femelle peut mettre bas chaque année de 2 à 3 petits, ce qui les différencie des autres lémuriens. Les varecia ont un cri bien reconnaissable, puissant et qui peut se transformer en une sorte de rugissement qui se propage de groupe en groupe pour signaler un danger.

## Classification
Le genre Varecia était anciennement considéré comme monospécifique, mais les classifications récentes font état de deux espèces:
- Varecia variegata Kerr, 1792 - avec trois sous-espèces:
  - Varecia variegata variegata Kerr, 1792 - Vari noir-et-blanc
  - Varecia variegata subcincta A. Smith, 1833 - Vari à ceinture
  - Varecia variegata editorum Hill, 1953 - Vari noir-et-blanc de Hill
- Varecia rubra É. Geoffroy, 1812 - Vari roux

## Menaces et conservation
L'espèce est menacée dans son pays d'origine, Madagascar, à cause de la déforestation et de la chasse. Ils sont en effet traditionnellement appréciés pour leur chair.

## Galerie

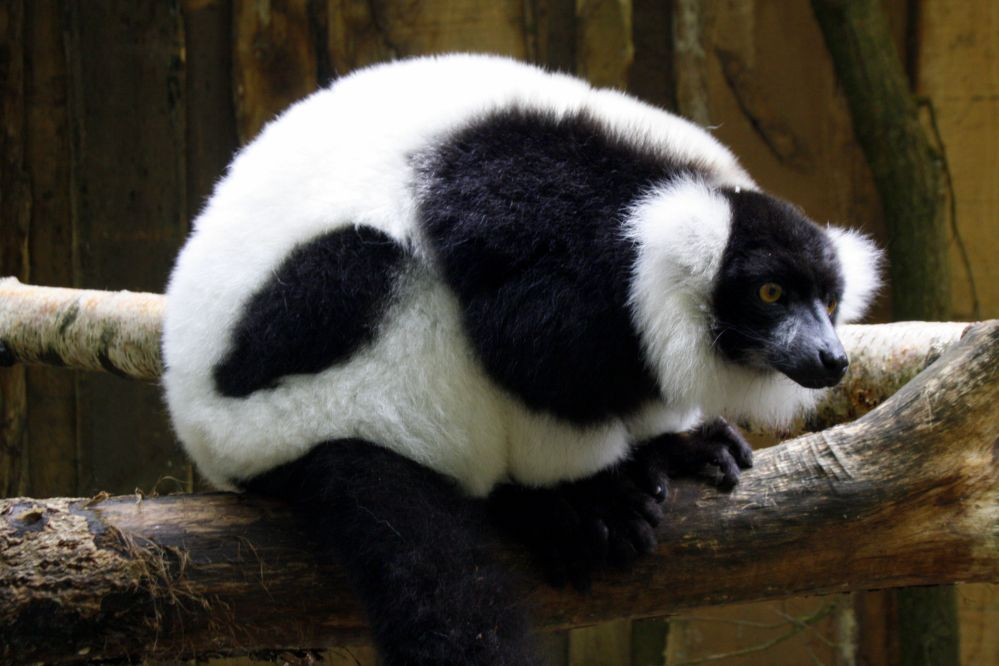
Varecia variegata variegata (dos blanc)
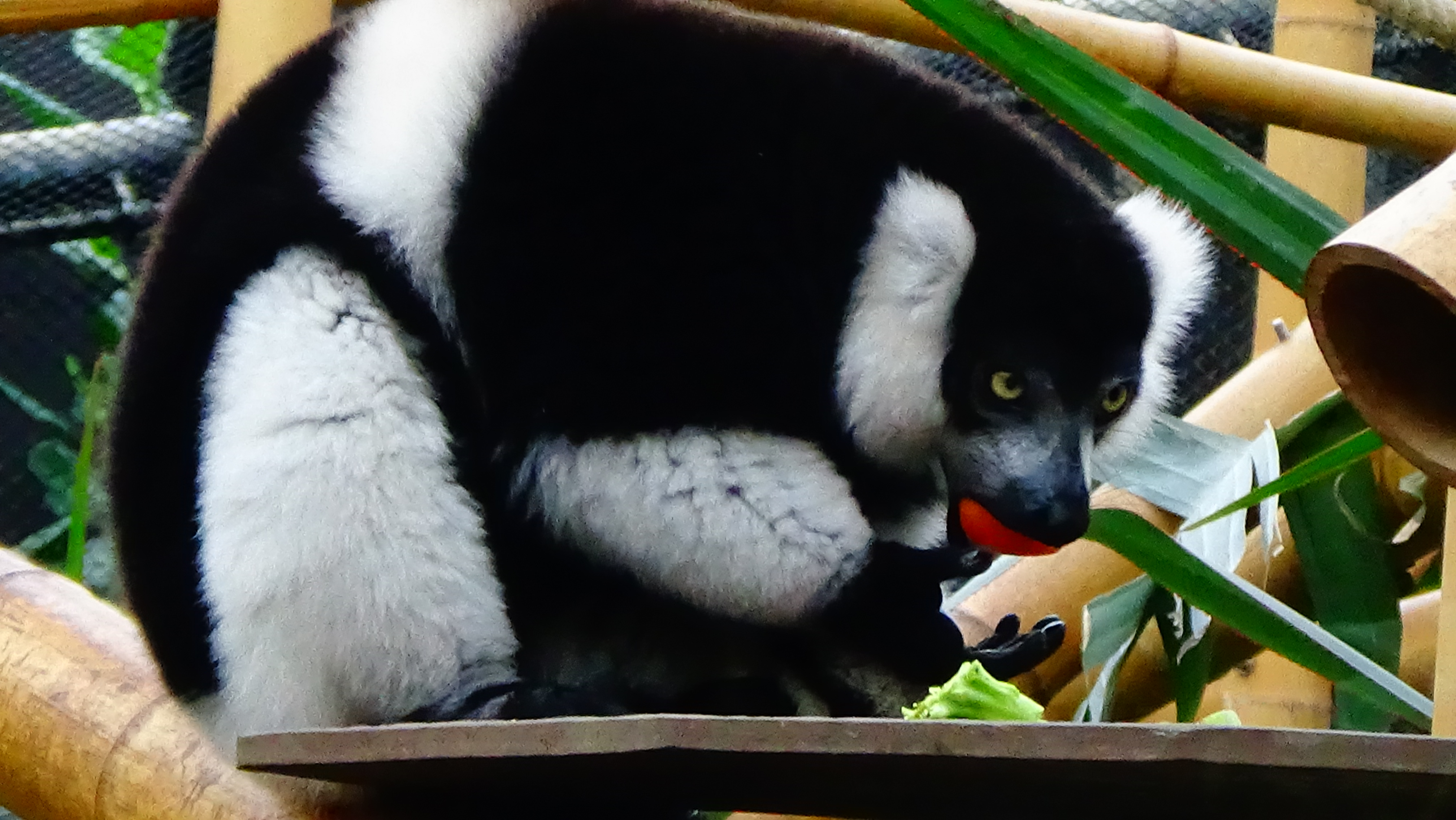
Varecia variegata subcincta (dos noir)
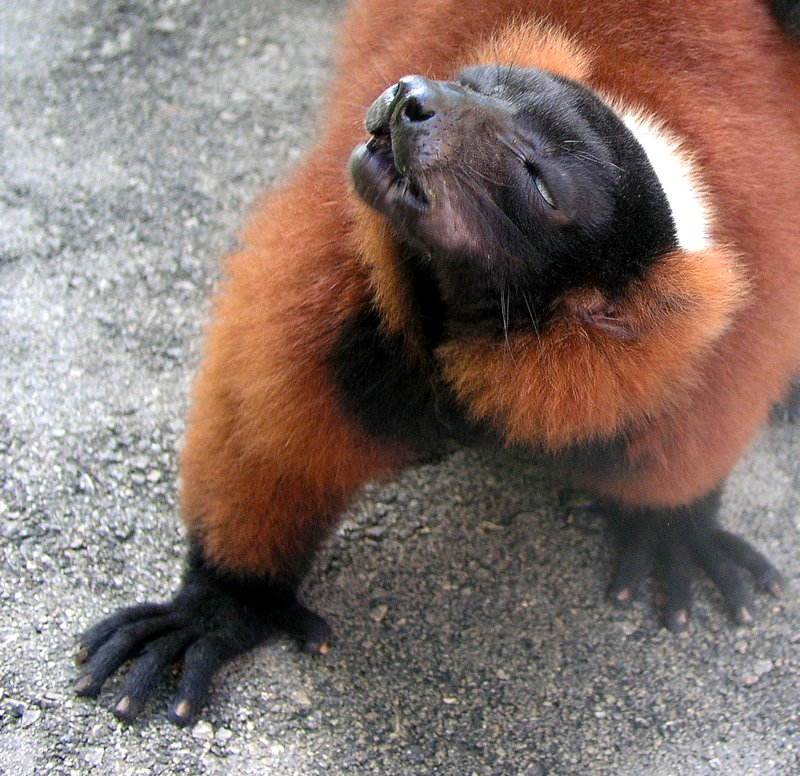
Varecia rubra (roux)